# بلدة أورانج (مقاطعة إيونيا)
أورانج، مقاطعة إيونيا (بالإنجليزية: Orange Township, Ionia County, Michigan)‏ هي بلدة تقع بولاية ميشيغان في الولايات المتحدة. تبلغ مساحتها 93.3 (كم²)، وترتفع عن سطح البحر 243 م، بلغ عدد سكانها 1040 نسمة في عام تعداد الولايات المتحدة 2000 حسب إحصاء مكتب تعداد الولايات المتحدة وتصل الكثافة السكانية فيها 11.2 نسمة/كم2.

## وصلات خارجية
- http://www.orange-ionia.mi-twp.org/ نسخة محفوظة 6 مارس 2013 على موقع واي باك مشين.
- The US50 - Cities and Towns in Michigan State
- Michigan Cities and Towns, Facts, Map, Flag, Colleges, Government, and More